# 奥约纳
奥约纳（法語：Oyonnax，發音：[ɔjɔna] ⓘ），法国东部城市，奥弗涅-罗讷-阿尔卑斯大区安省的一个市镇，隶属于楠蒂阿区，其市镇面积为35.98平方公里，2022年1月1日时人口数量为22,378人，是该省人口第二多的市镇，在法国市镇中排名第401位。
奥约纳位于安省东北部，汝拉山南麓的一处山谷平原地带，是一个区域性的中心城市，化工材料加工是当地重要的经济支柱，被称为“塑料制品之城”（cité du plastique）。奥约纳亦因其二战时期的抵抗运动以及同名橄榄球俱乐部而闻名。

## 地名来源
“奥约纳”一名的来源尚存在争议。根据当地公共社区网站的介绍，“奥约纳”一名来源于公元前3世纪时在这一区域活动的部落；而根据当地史学家皮埃尔-让-雅克·巴孔-塔孔（Pierre-Jean-Jacques Bacon-Tacon）的论述，“奥约纳”一名来源于古希腊语“Oyo Naxos”或“Oio Naxos”，意为“绵羊半岛”，可能与当地的自然生物景观有关。

## 历史

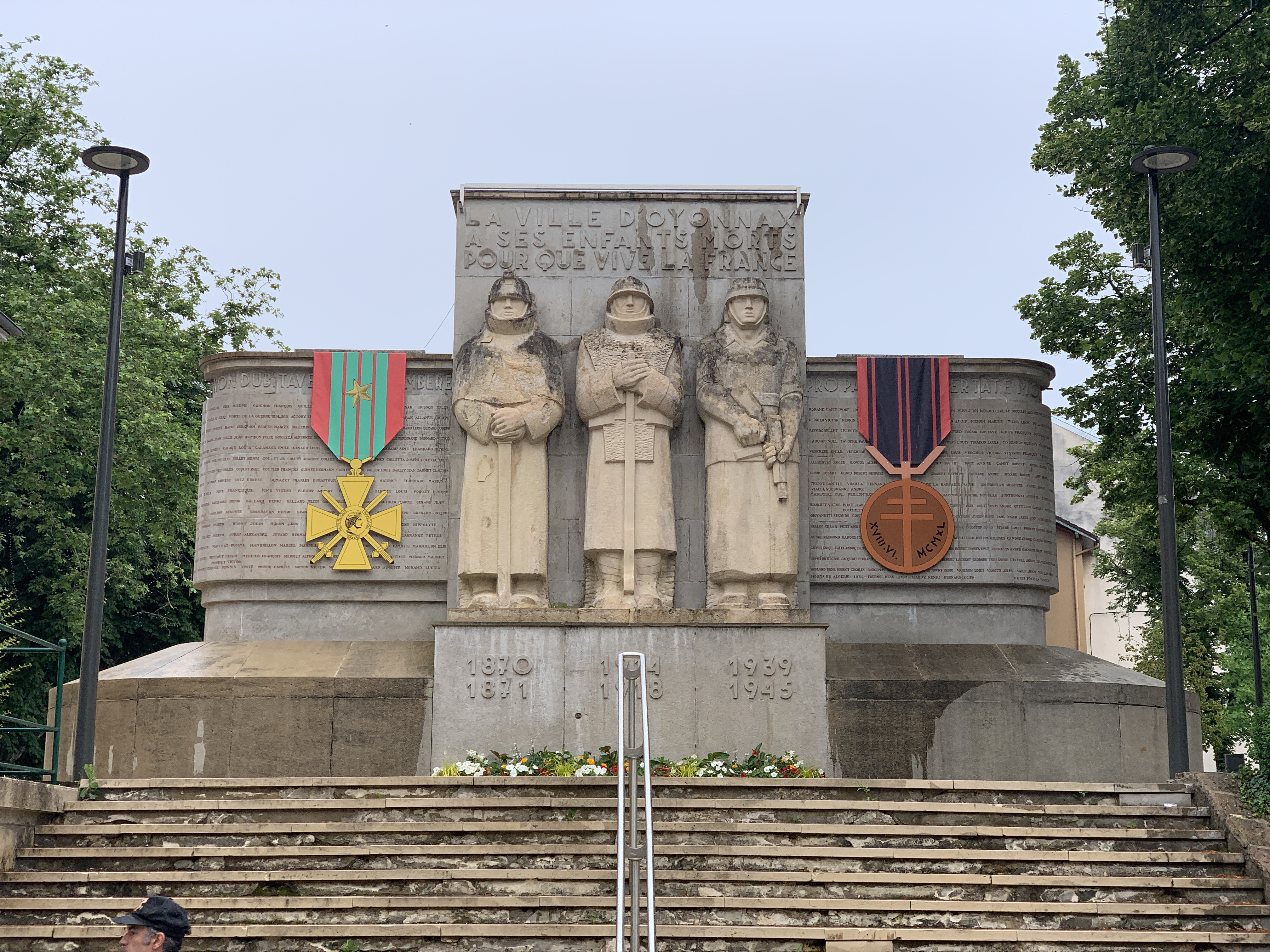
抵抗运动纪念碑

奥约纳的早期建城史尚不清楚，中世纪时期该地长期为一处普通农业村落，伐木是当地主要的生产活动。三十年战争期间，奥约纳在一次勃艮第伯国与弗朗什-孔泰军队的交战中被烧毁。法国大革命后，奥约纳成为安省的一个市镇。工业革命期间，奥约纳出现了化工材料工厂，当地人口数量逐年增加。第二次世界大战期间，奥约纳被傀儡政权维希法国控制，1943年11月11日，贝当政府要求不得举行第一次世界大战胜利25周年纪念活动，由此引发了奥约纳民众的普遍愤慨，当地约120名抵抗运动成员自发举办纪念活动，此后，奥约纳政府官员被纳粹德军逮捕，并在同年12月遭到暗杀。战后，奥约纳获得由法国政府颁布的法国抵抗运动奖章，法国总统夏尔·戴高乐、弗朗索瓦·密特朗以及弗朗索瓦·奥朗德先后于1963年、1983年和2013年的11月11日在奥约纳参加纪念活动。1973年，布旺和韦济亚两个市镇整体并入奥约纳。

## 地理

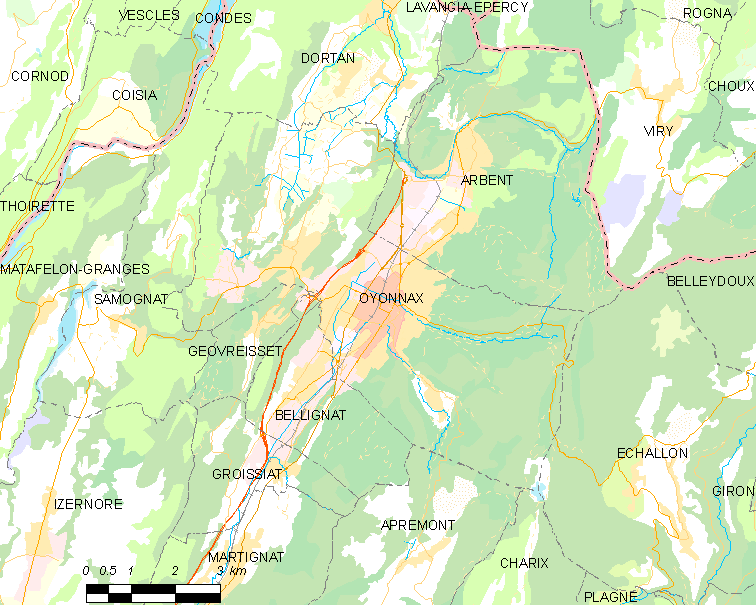
奥约纳市镇范围地图

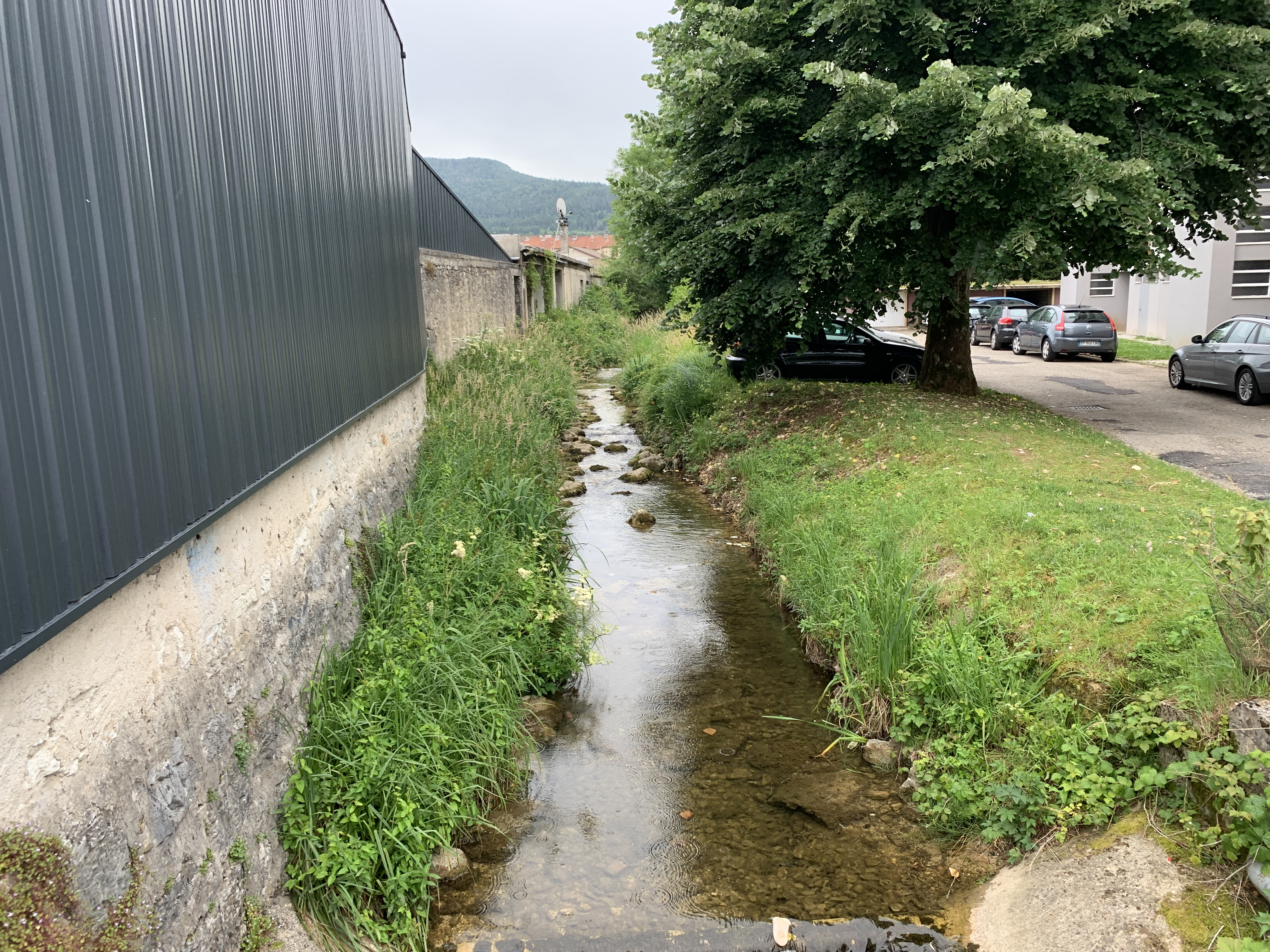
萨尔苏耶溪

奥约纳位于法国东部，奥弗涅-罗讷-阿尔卑斯大区东北部和安省东北部，距离省会布雷斯地区布尔格大约48公里（普通公路）或58公里（高速公路）。与奥约纳接壤的市镇包括：阿普勒蒙、阿尔邦、贝利尼亚、沙里、多尔唐、埃沙隆、热奥夫雷塞、萨莫尼亚。

### 地形
奥约纳位于汝拉山南侧的一处山谷间平原上，境内以山地和丘陵为主，市镇中心地势较为平坦，东侧为拉绍山（Mont de la Chaux），西侧为菲莱山（Mont Fulet），全境海拔在440到1,082米之间。

### 水文
奥约纳属于罗讷河流域，其三级支流朗日河自东南向西北再转南流经奥约纳，其右岸支流萨尔苏耶溪（ruisseau la Sarsouille）则自东向西在奥约纳市区注入朗日河。

### 植被
奥约纳属于温带阔叶混交林区，部分海滨较高的区域有针叶林分布。勒内·尼科公园（Parc René Nicod）是当地主要的城市绿地，林地则广泛分布于市区周边的山地地区。
在鲜花城市的评比中，奥约纳被评为1星级鲜花城市。

### 气候
奥约纳在柯本气候分类法中属于温带海洋性气候，因其距离海岸线相对较远，加之地形较为封闭，故当地气候又有一定的大陆性特征。
奥约纳境内设有气象站，以下为该气象站的数据：
| 奥约纳1981年－2019年     | 奥约纳1981年－2019年 | 奥约纳1981年－2019年 | 奥约纳1981年－2019年 | 奥约纳1981年－2019年 | 奥约纳1981年－2019年 | 奥约纳1981年－2019年 | 奥约纳1981年－2019年 | 奥约纳1981年－2019年 | 奥约纳1981年－2019年 | 奥约纳1981年－2019年 | 奥约纳1981年－2019年 | 奥约纳1981年－2019年 | 奥约纳1981年－2019年 |
| 月份                     | 1月                  | 2月                  | 3月                  | 4月                  | 5月                  | 6月                  | 7月                  | 8月                  | 9月                  | 10月                 | 11月                 | 12月                 | 全年                 |
| ------------------------ | -------------------- | -------------------- | -------------------- | -------------------- | -------------------- | -------------------- | -------------------- | -------------------- | -------------------- | -------------------- | -------------------- | -------------------- | -------------------- |
| 历史最高温 °C（°F）      | 18.1 (64.6)          | 22.9 (73.2)          | 26.6 (79.9)          | 29.1 (84.4)          | 34.4 (93.9)          | 38.1 (100.6)         | 40.2 (104.4)         | 40.3 (104.5)         | 35.4 (95.7)          | 28.9 (84.0)          | 23.2 (73.8)          | 21.3 (70.3)          | 40.3 (104.5)         |
| 平均高温 °C（°F）        | 5.9 (42.6)           | 7.9 (46.2)           | 12.7 (54.9)          | 16.1 (61.0)          | 20.4 (68.7)          | 24.1 (75.4)          | 27 (81)              | 26.6 (79.9)          | 22 (72)              | 16.9 (62.4)          | 10.3 (50.5)          | 6.5 (43.7)           | 16.4 (61.5)          |
| 日均气温 °C（°F）        | 2.5 (36.5)           | 3.8 (38.8)           | 7.5 (45.5)           | 10.5 (50.9)          | 14.9 (58.8)          | 18.2 (64.8)          | 20.8 (69.4)          | 20.3 (68.5)          | 16.4 (61.5)          | 12.5 (54.5)          | 6.6 (43.9)           | 3.5 (38.3)           | 11.5 (52.7)          |
| 平均低温 °C（°F）        | −0.8 (30.6)          | −0.3 (31.5)          | 2.3 (36.1)           | 5 (41)               | 9.4 (48.9)           | 12.3 (54.1)          | 14.6 (58.3)          | 14 (57)              | 10.9 (51.6)          | 8.1 (46.6)           | 3 (37)               | 0.4 (32.7)           | 6.6 (43.9)           |
| 历史最低温 °C（°F）      | −26.9 (−16.4)        | −20.8 (−5.4)         | −15.5 (4.1)          | −6.1 (21.0)          | −3.3 (26.1)          | 1.3 (34.3)           | 3.6 (38.5)           | 3 (37)               | −1.2 (29.8)          | −7.2 (19.0)          | −10 (14)             | −17.3 (0.9)          | −26.9 (−16.4)        |
| 平均降水量 mm（）        | 83.7 (3.30)          | 73.3 (2.89)          | 80.1 (3.15)          | 95.2 (3.75)          | 116.6 (4.59)         | 91.7 (3.61)          | 77.7 (3.06)          | 82.1 (3.23)          | 111 (4.4)            | 120.1 (4.73)         | 107.6 (4.24)         | 95.3 (3.75)          | 1,134.4 (44.66)      |
| 月均日照時數             | 71.7                 | 96.9                 | 166.5                | 187.7                | 215.6                | 250.1                | 284.9                | 252.2                | 183.6                | 120                  | 68.9                 | 50.2                 | 1,948.3              |
| 来源：annuaire-mairie.fr |                      |                      |                      |                      |                      |                      |                      |                      |                      |                      |                      |                      |                      |

## 行政区划
奥约纳是法国奥弗涅-罗讷-阿尔卑斯大区安省的一个市镇，编号为01283。奥约纳隶属于楠蒂阿区和安省第五选区，管理奥约纳县，同时也是上比热城市圈公共社区的办公驻地。
奥约纳的“平原-铁铺”街区（La Plaine - La Forge）是法国城市优先开发区。
法国国家统计与经济研究所（简称）在进行数据统计时，将奥约纳及相邻的另外5个市镇（阿尔邦、贝利尼亚、热奥夫雷塞、格鲁瓦西亚和马尔蒂尼亚）设为奥约纳城市核心区（2020年起马尔蒂尼亚被划出），并将包括核心区在内的周边共21个市镇划为奥约纳城市区。自2020年起，奥约纳城市区被包含40个市镇的奥约纳城市辐射区代替。此外，还将奥约纳市镇分为了12个“块区”（IRIS），以便于统计人口分布情况。

## 交通

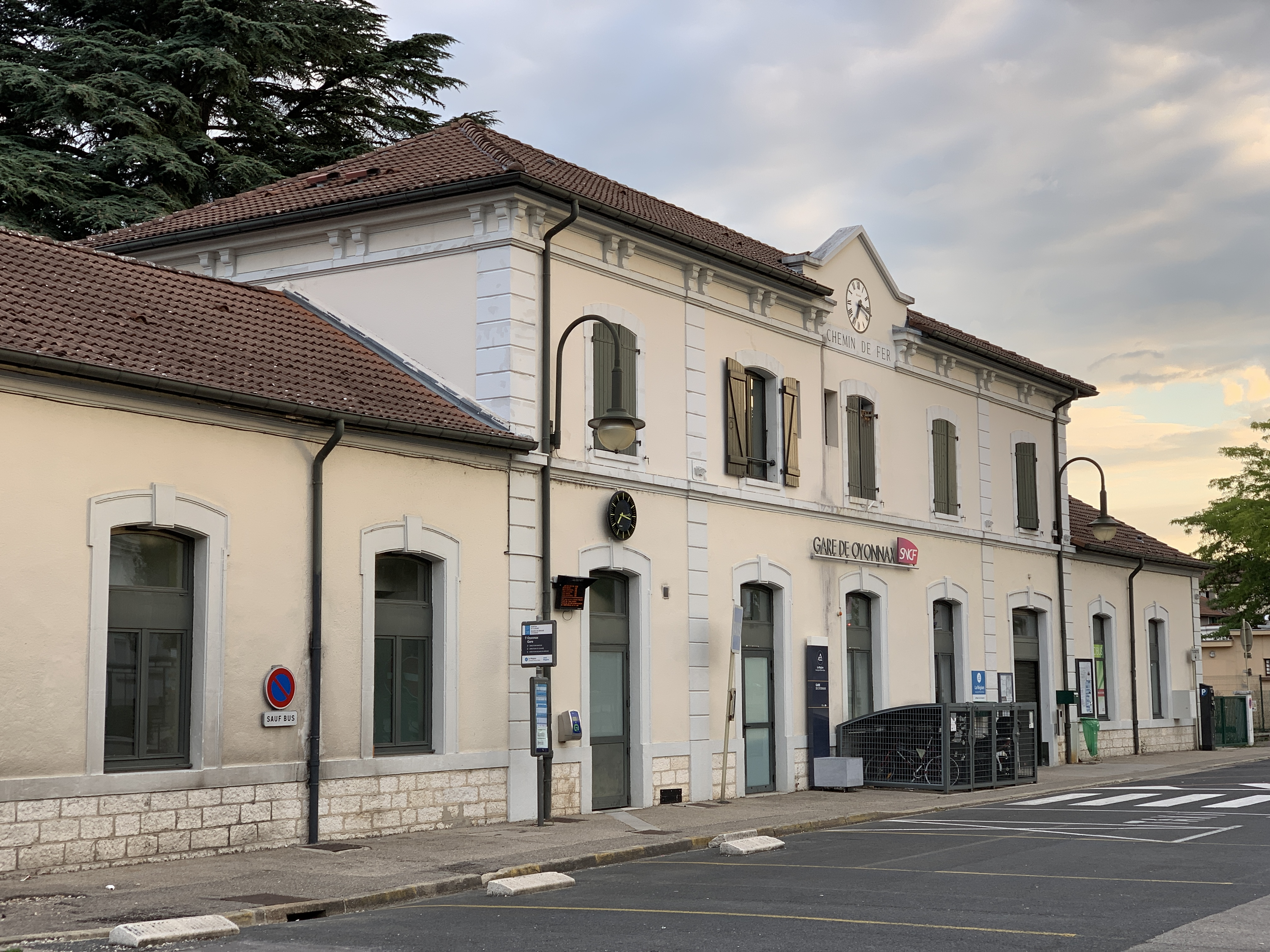
奥约纳火车站

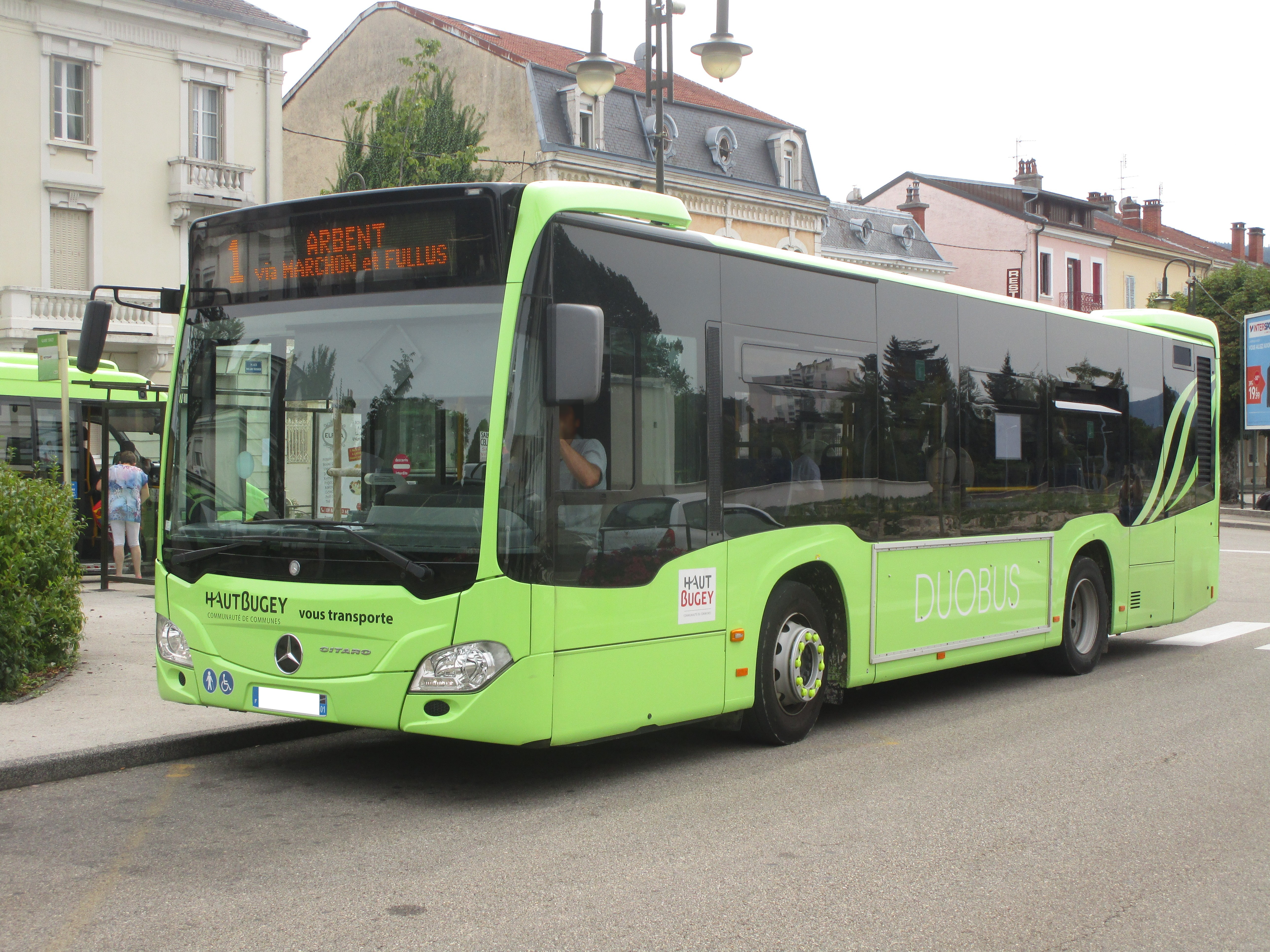
奥约纳街头的一辆公共汽车

### 公路
A404高速公路和多条安省省道在奥约纳境内交汇，奥弗涅-罗讷-阿尔卑斯大区下属的城际客运提供巴士线路，可前往布雷斯地区布尔格、圣克洛德等地。
2018年，68.9%的奥约纳家庭拥有至少一辆私人汽车。2019年，奥约纳境内共发生各类交通事故15起，造成20人受伤。

### 铁路
奥约纳位于山区昂德洛－拉克吕斯铁路上，该铁路奥约纳至圣克洛德之间的路段已于2017年12月关闭。奥约纳站位于市区中部，开行前往布雷斯地区布尔格方向的区域列车。

### 航空
距离奥约纳最近的民用航空站为日内瓦国际机场，距离奥约纳市中心的公路里程约75公里。

### 城市公共交通
奥约纳城市公共交通（商业名称为）是当地的城市公共交通系统。截至2021年12月，该系统共包括6条公交线路，其中包括一条城际公交，路网覆盖了奥约纳市区内的主要街道和居民区。

## 政治

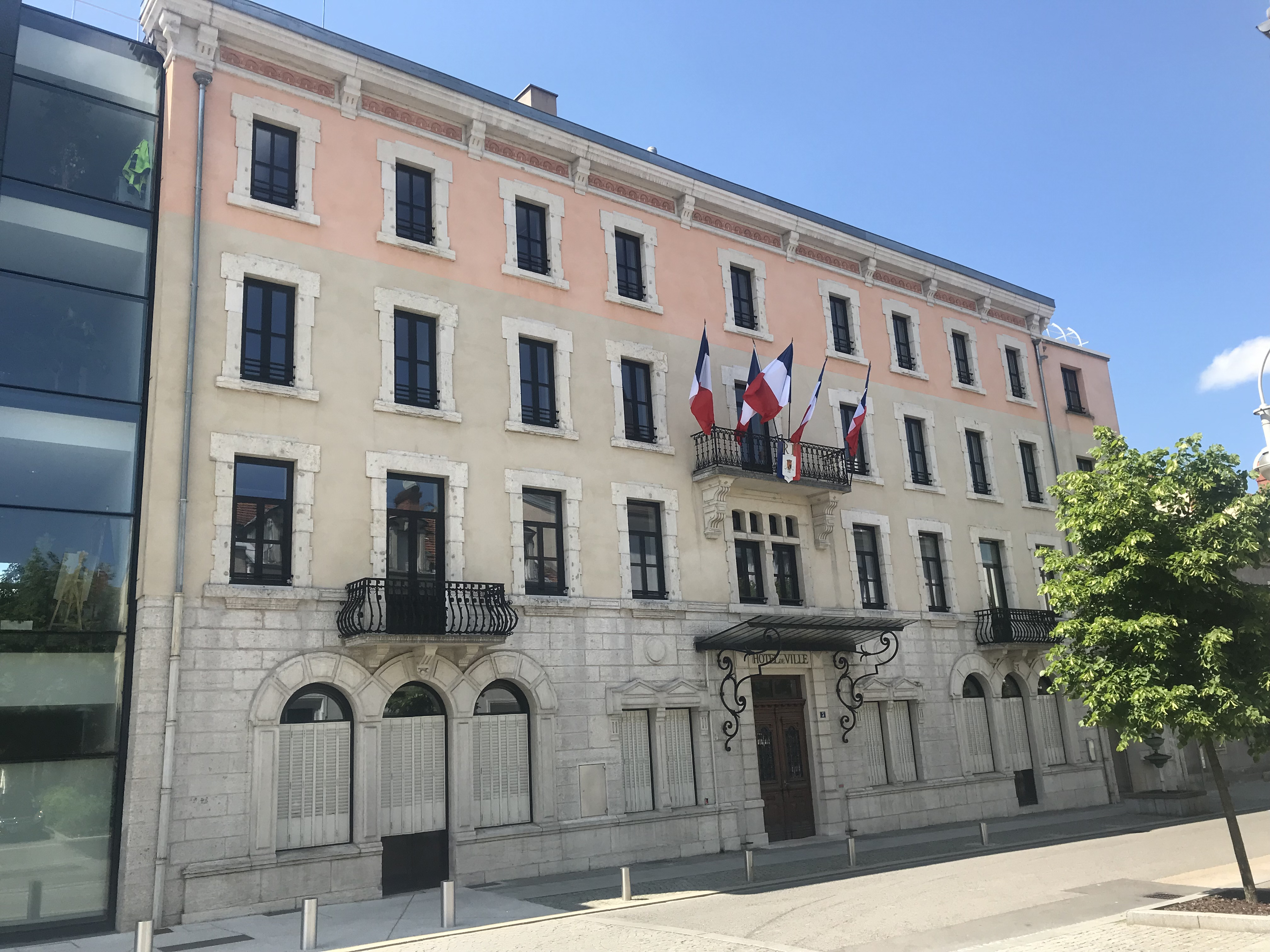
奥约纳市政厅

奥约纳的现任市长为米歇尔·佩罗先生（Michel Perraud），他是民主人士和独立人士联盟的一名成员，在2020年的市政选举中获得了52.07%的支持率。
在2017年的法国总统大选中，法国第25任总统埃马纽埃尔·马克龙在奥约纳获得了64.84%的支持率。
| 奥约纳历届市长 |                                               |                                  |
| 任期           | 市长                                          | 党派                             |
| 1945年－1947年 | Gustave Mermet-Guyenet 居斯塔夫·梅尔梅-吉耶内 | PCF法国共产党                    |
| 1947年－1950年 | René Nicod 勒内·尼科                          | SFIO工人国际法国支部             |
| 1953年－1959年 | Jean Guiraud 让·吉罗                          | 不详                             |
| 1959年－1977年 | Léon Emin 莱昂·埃曼                           | 無黨籍                           |
| 1977年－1982年 | Guy Chavanne 居伊·沙瓦纳                      | PCF法国共产党                    |
| 1982年－1983年 | Robert Subtil 罗贝尔·叙布蒂尔                 | PCF法国共产党                    |
| 1983年－2001年 | Lucien Guichon 吕西安·吉雄                    | RPR保衛共和聯盟                  |
| 2001年－2008年 | Jacques Gobet 雅克·戈贝                       | RPR保衛共和聯盟 →UMP人民运动联盟 |
| 2008年－       | Michel Perraud 米歇尔·佩罗                    | UDI民主人士和独立人士联盟        |

## 人口
2018年，奥约纳市镇人口数量为22,336，在法国排名第401位。其中男性10,993人，女性11,343人，75岁及以上人口占7.0%，外籍人口数量为4,443人，人口密度为614人/平方公里，当地居民被称为（男性）或（女性）。2019年，奥约纳境内出生276人，死亡人口201人。
| 奥约纳1936－2018年人口变化情况 | 奥约纳1936－2018年人口变化情况 | 奥约纳1936－2018年人口变化情况 | 奥约纳1936－2018年人口变化情况 | 奥约纳1936－2018年人口变化情况 | 奥约纳1936－2018年人口变化情况 | 奥约纳1936－2018年人口变化情况 | 奥约纳1936－2018年人口变化情况 | 奥约纳1936－2018年人口变化情况 | 奥约纳1936－2018年人口变化情况 | 奥约纳1936－2018年人口变化情况 | 奥约纳1936－2018年人口变化情况 | 奥约纳1936－2018年人口变化情况 | 奥约纳1936－2018年人口变化情况 |
| 来源：INSEE、Cassini           | 来源：INSEE、Cassini           | 来源：INSEE、Cassini           | 来源：INSEE、Cassini           | 来源：INSEE、Cassini           | 来源：INSEE、Cassini           | 来源：INSEE、Cassini           | 来源：INSEE、Cassini           | 来源：INSEE、Cassini           | 来源：INSEE、Cassini           | 来源：INSEE、Cassini           | 来源：INSEE、Cassini           | 来源：INSEE、Cassini           | 来源：INSEE、Cassini           |
| 原市镇                         | 1936                           | 1946                           | 1954                           | 1962                           | 1968                           | 1975                           | 1982                           | 1990                           | 1999                           | 2006                           | 2011                           | 2016                           | 2018                           |
| ------------------------------ | ------------------------------ | ------------------------------ | ------------------------------ | ------------------------------ | ------------------------------ | ------------------------------ | ------------------------------ | ------------------------------ | ------------------------------ | ------------------------------ | ------------------------------ | ------------------------------ | ------------------------------ |
| 奥约纳                         | 10,166                         | 10,156                         | 11,773                         | 14,830                         | 19,777                         | 23,007                         | 22,739                         | 23,869                         | 24,162                         | 23,618                         | 22,459                         | 22,559                         | 22,336                         |
| 布旺                           | 70                             | 55                             | 79                             | 91                             | 82                             | 23,007                         | 22,739                         | 23,869                         | 24,162                         | 23,618                         | 22,459                         | 22,559                         | 22,336                         |
| 韦济亚                         | 290                            | 258                            | 281                            | 388                            | 390                            | 23,007                         | 22,739                         | 23,869                         | 24,162                         | 23,618                         | 22,459                         | 22,559                         | 22,336                         |
| 合计                           | 10,526                         | 10,469                         | 12,133                         | 15,309                         | 20,249                         | 23,007                         | 22,739                         | 23,869                         | 24,162                         | 23,618                         | 22,459                         | 22,559                         | 22,336                         |

## 经济

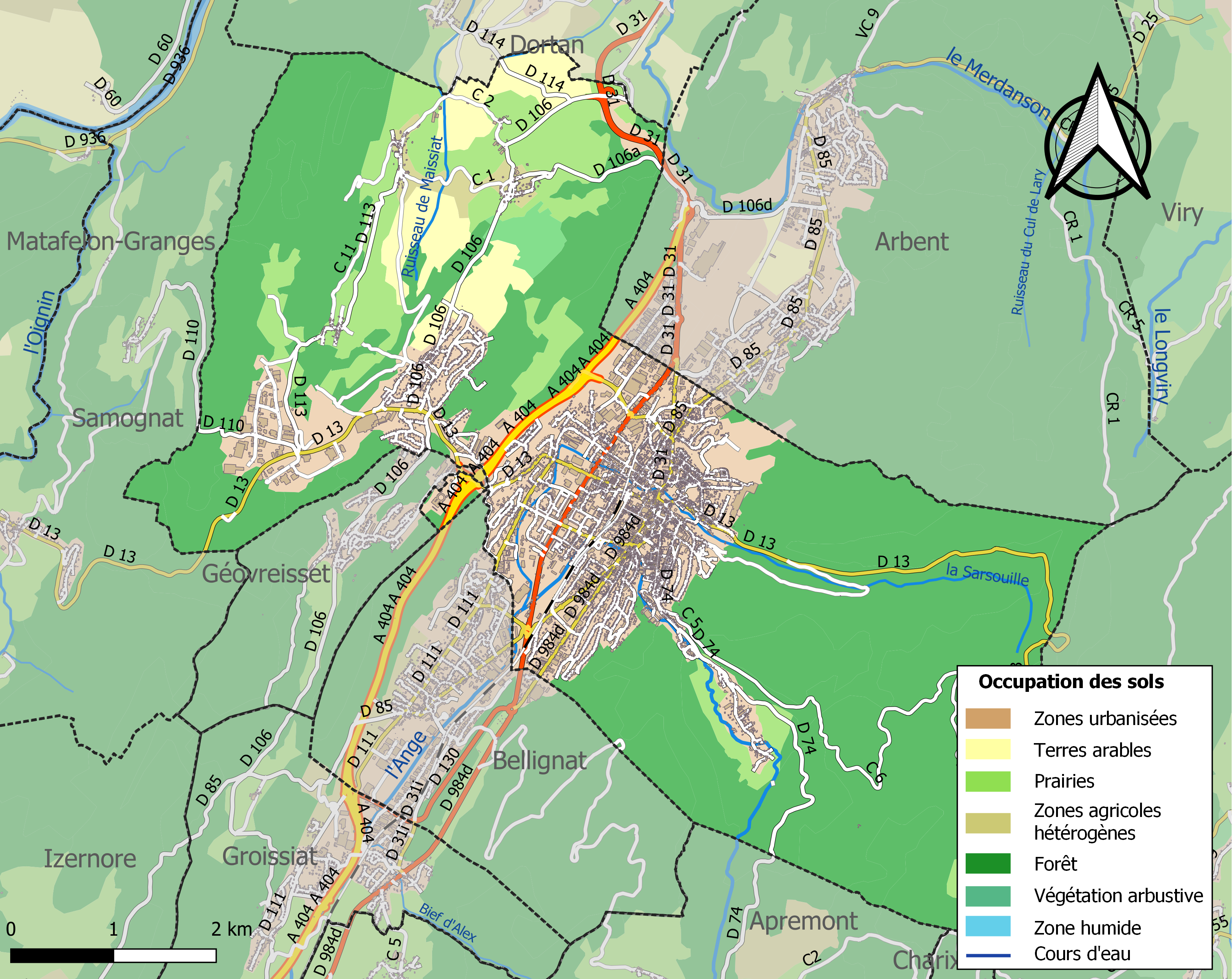
奥约纳土地利用情况地图

奥约纳是一个区域性的中心城市，塑料产品加工是当地的重要经济支柱。截止2021年12月，当地共有各类用人单位（包含自雇）2,935家，平均历史为16年，其中97.87%为中小型企业（PME）。（w型预制板生产）、（塑料制品生产）及（塑料制品生产）是当地2020年营业额最高的三个企业，分别为137,091,696欧元、91,620,181欧元和91,096,506欧元。

## 财政与居民收入
2019年，奥约纳的财政收入总额为31,524,700欧元，财政支出总额为28,151,200欧元，当年的债务总额为2,426,160欧元。2021年，奥约纳共获得6,798,969欧元的国家财政补助，比上一年增加了0.9%。
2019年，奥约纳的人均月收入总额为1,994欧元，其中高级职员为3,719欧元，低于法国平均水平（4,230欧元）；中级职员为2,293欧元，低于法国平均水平（2,411欧元）；普通职员为1,715欧元，亦低于法国平均水平（1,740欧元）。
2018年，奥约纳境内的青壮年（15至64岁）失业率为17.5%，当地39.2%的家庭拥有纳税资格，平均纳税2,631欧元，低于法国平均水平（3,910欧元）。

## 社会事务

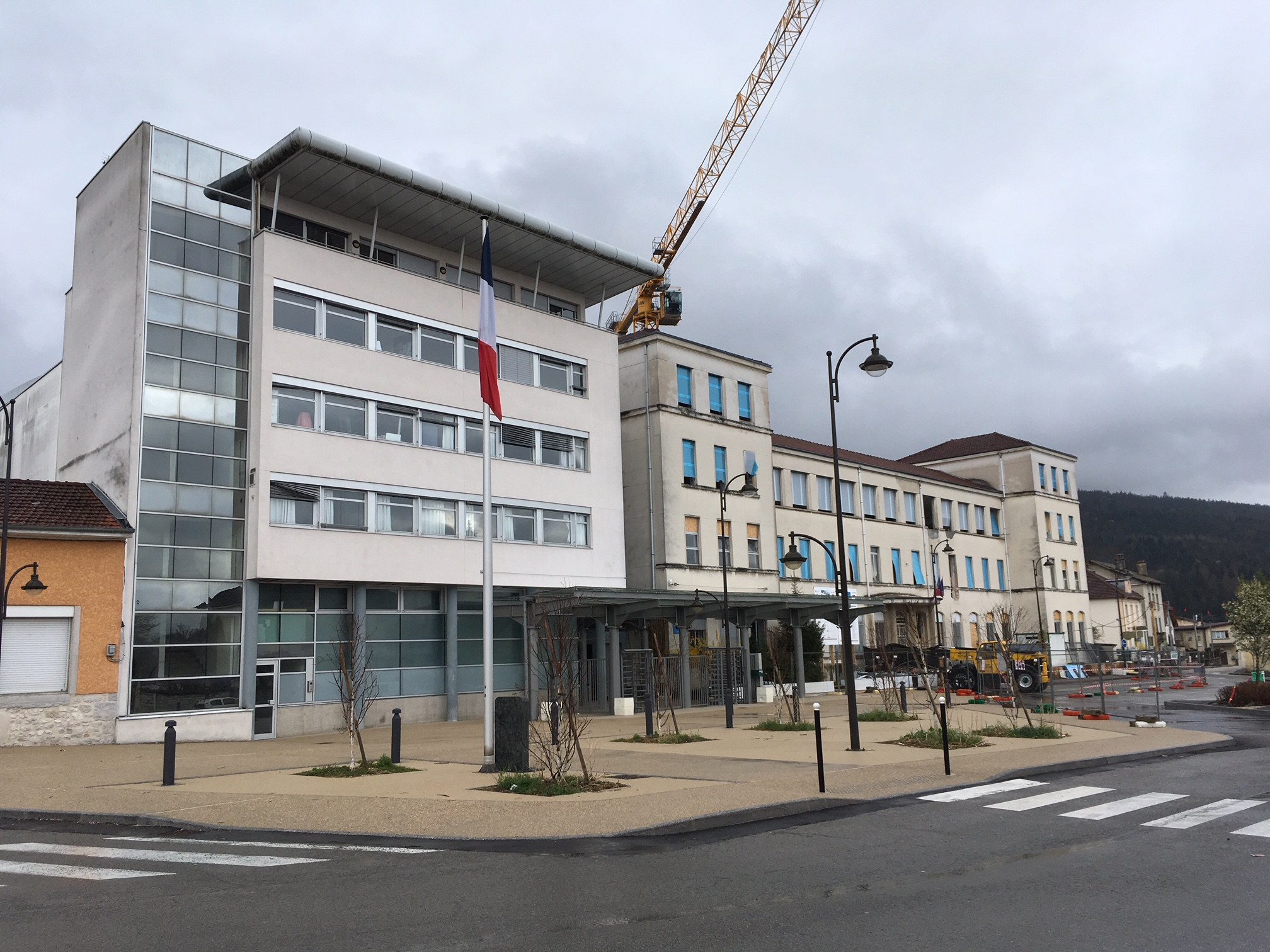
保罗·潘勒韦高级中学

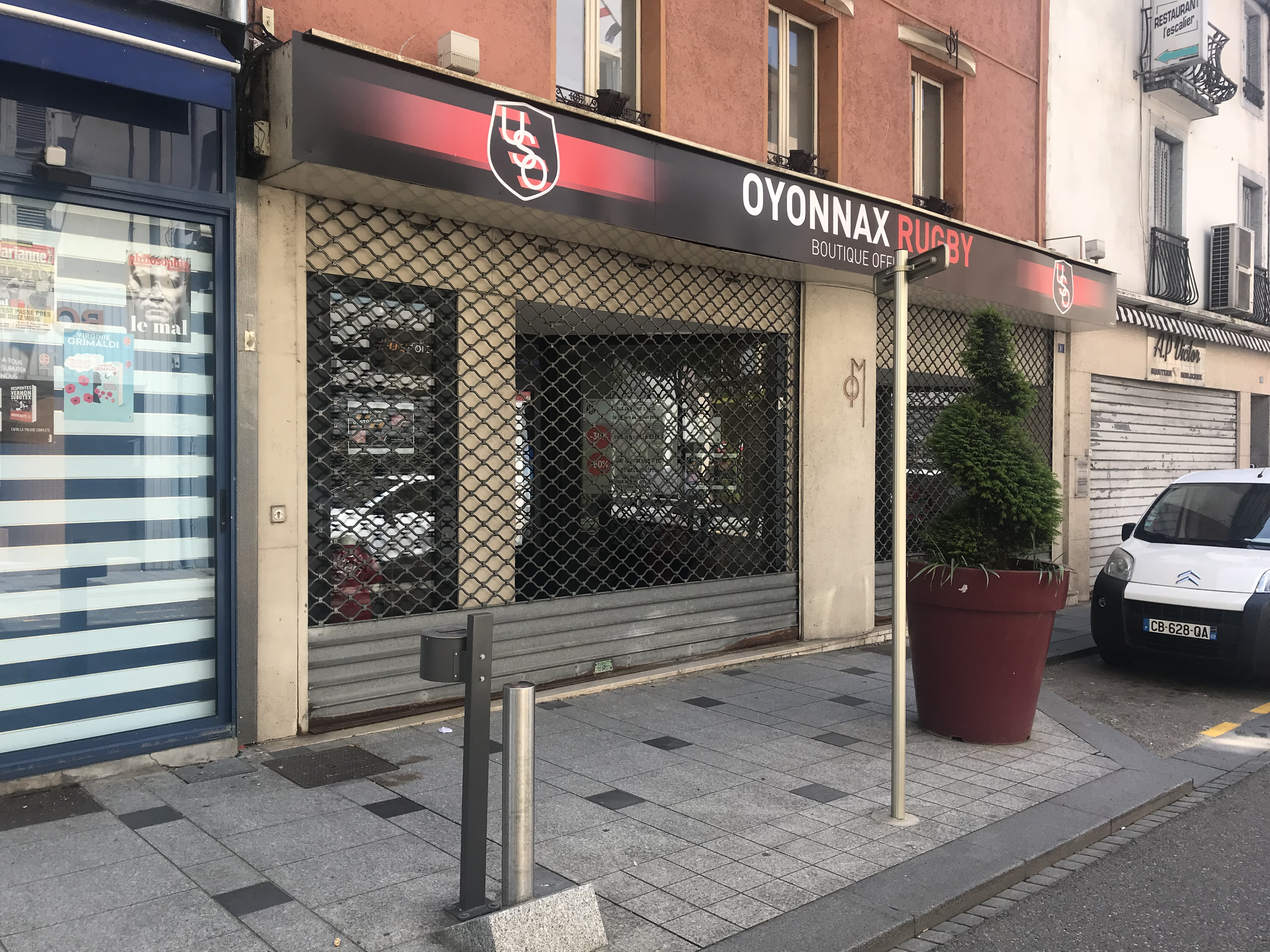
奥约纳橄榄球俱乐部商店

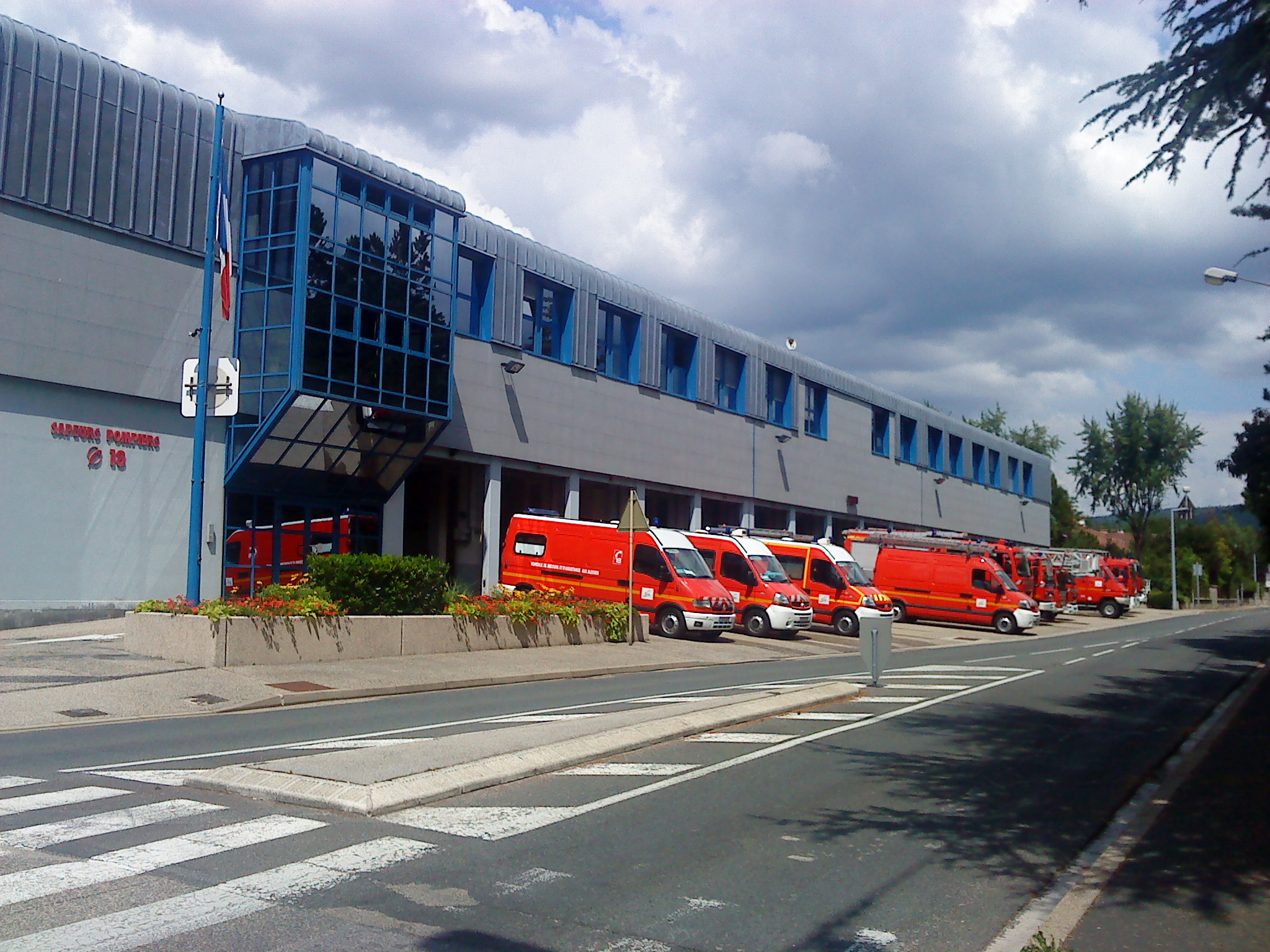
奥约纳消防队

### 教育
奥约纳属于里昂学区。截止2020年1月1日，奥约纳境内共有9所幼儿园、9所小学、3所初级中学和1所普通高中，其中保罗·潘勒韦高级中学开设BTS专业。2018至2019学年度，奥约纳境内共有在校中等教育阶段学生2,469名。

### 医疗
截止2020年1月1日，奥约纳境内共有全科医生14名、保健师18名、牙医11名、护士27名、眼科医生3名、助产士3名、儿科医生1名和妇科医生3名。境内共有药房9家、养老院2家、残疾人帮扶中心5家。
奥约纳中心医院（Centre hospitalier d'Oyonnax）是法国的一个区域性医疗机构，其主病区“上比热中心医院”（Centre hospitalier du Haut Bugey）位于奥约纳市区，设有床位155个，是当地规模最大的公立综合性医院。

### 住房
2018年，奥约纳境内共有各类住房11,090套，其中26.6%为独立式居民区，72.7%为集中式居民区。常住房屋占奥约纳市镇范围内居民建筑总量的86.1%。
在住房保障政策方面，2020年，奥约纳境内共有3,083户家庭获得了住房经济补助，受益人数占总人口数量的13.8%，其中2,952份为房租补助。

### 商业
2019年，奥约纳境内共有各类实体商铺587家，其中餐厅83家、大型超市7家、杂货店13家、面包房15家、肉铺4家、书店7家、装饰品店1家、银行门店13家、美容美发店47家、汽车维修店47家。市中心建有一家Monoprix超市，市区西部建有Intermarché和利多超市等大型商场。

### 体育
2020年，奥约纳境内共有1家游泳池、7间体育馆、1座综合体育场、15处网球场、1处马术场、3处足球或橄榄球场以及6处篮球或排球场。
奥约纳因同名橄榄球俱乐部而闻名，该队成立于1908年，曾于2013至2016年间参加法国橄榄球甲级联赛，2021至2022赛季参加法国橄榄球乙级联赛，其主场夏尔·马通球场可同时容纳1.14万名观众，是当地规模最大的体育设施。
截至2021年12月，奥约纳境内共有三支注册足球俱乐部，2021至2022赛季均参加安省足球联赛。

### 环境
奥约纳的环境事务由其所属的公共社区负责。2019年，奥约纳境内共有4家污染企业。

### 治安
2019年，奥约纳市镇范围内共有1处派出所和1处宪兵队。2020年，该宪兵总队辖区内共3个市镇累计发生各类案件1,323起，其中盗窃类案件704起，经济类案件154起，毒品交易类案件114起。

## 文化
2020年，奥约纳境内共有1家剧场、2家电影院、1家博物馆和1家音乐厅。奥约纳市政府提供多媒体中心，向公众全年开放。

### 建筑
奥约纳境内有多处历史建筑，其中平原圣母教堂和大蒸汽电厂旧址等为当地的地标性建筑物，两者均为法国国家文物保护单位。

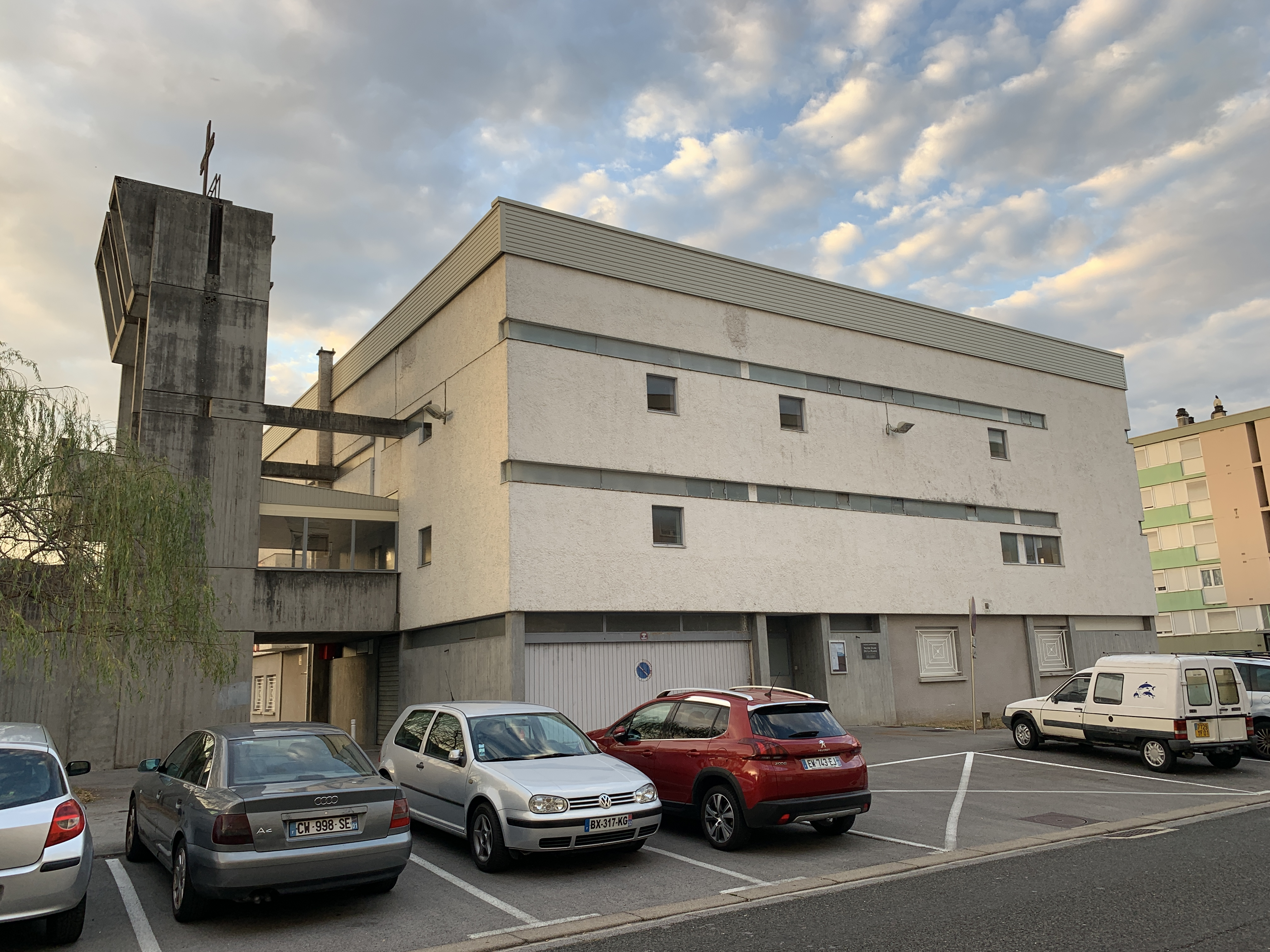
平原圣母教堂
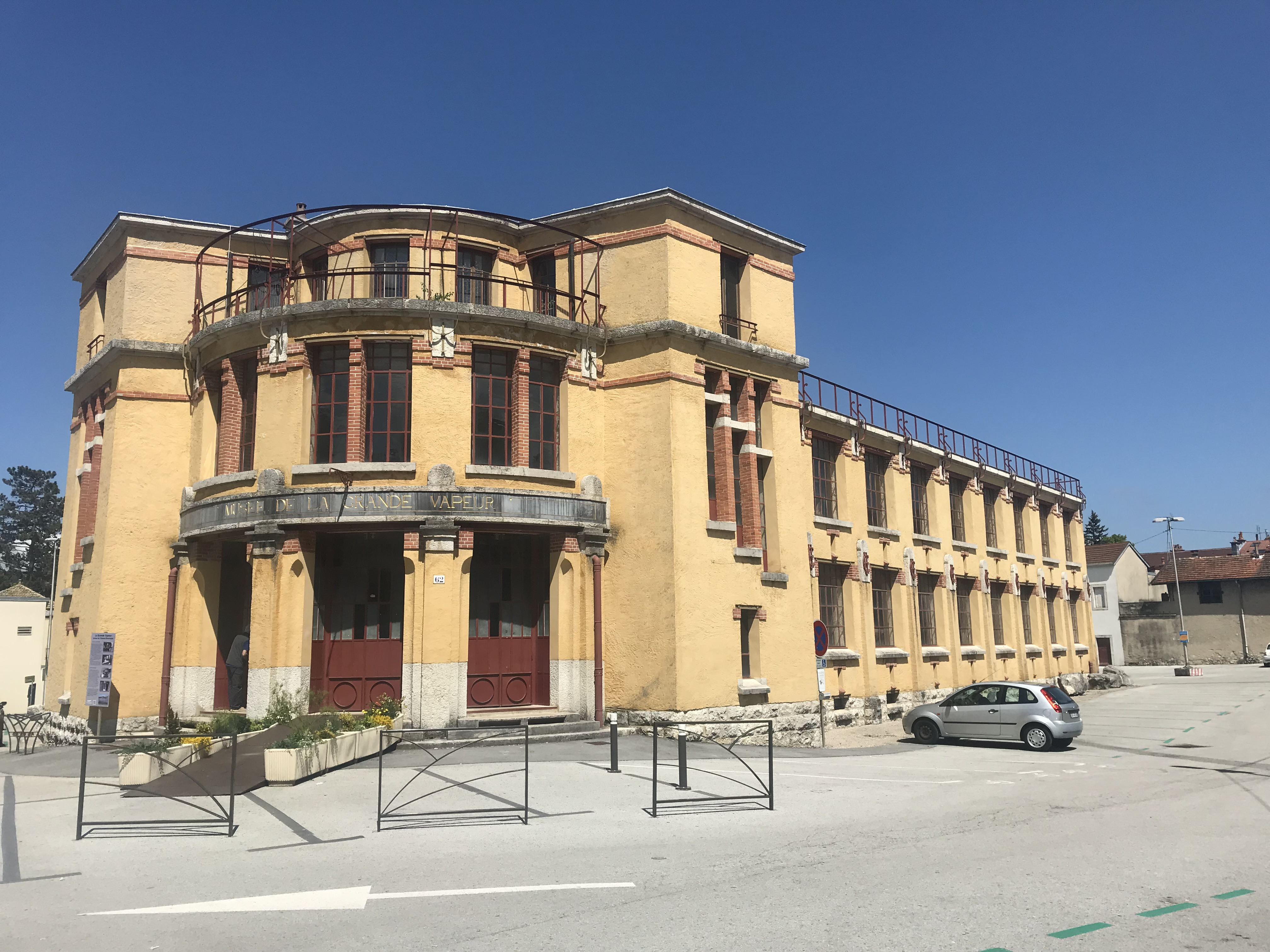
大蒸汽电厂（法语：Usine électrique la Grande Vapeur）旧址
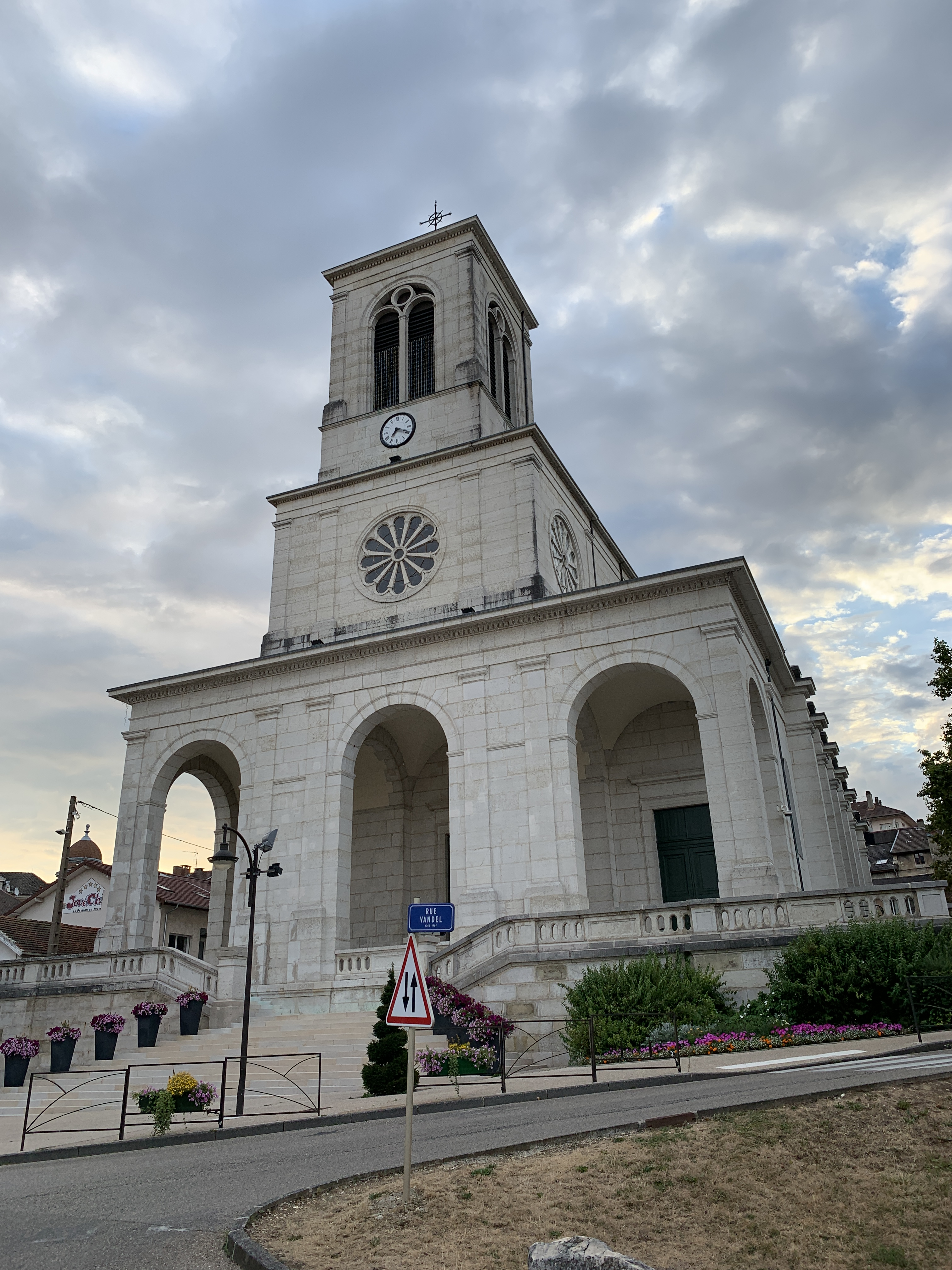
圣莱热教堂
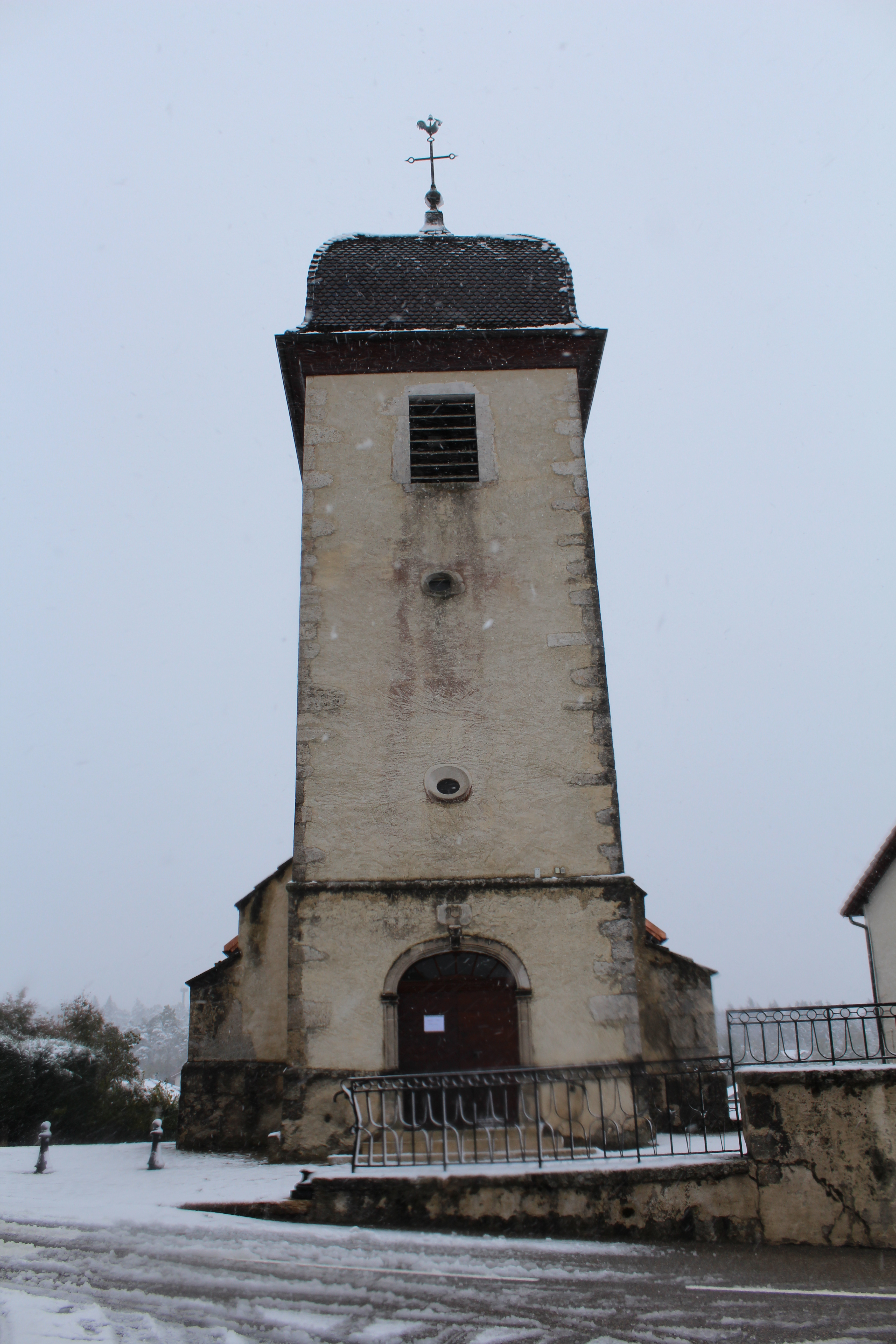
圣克莱尔教堂
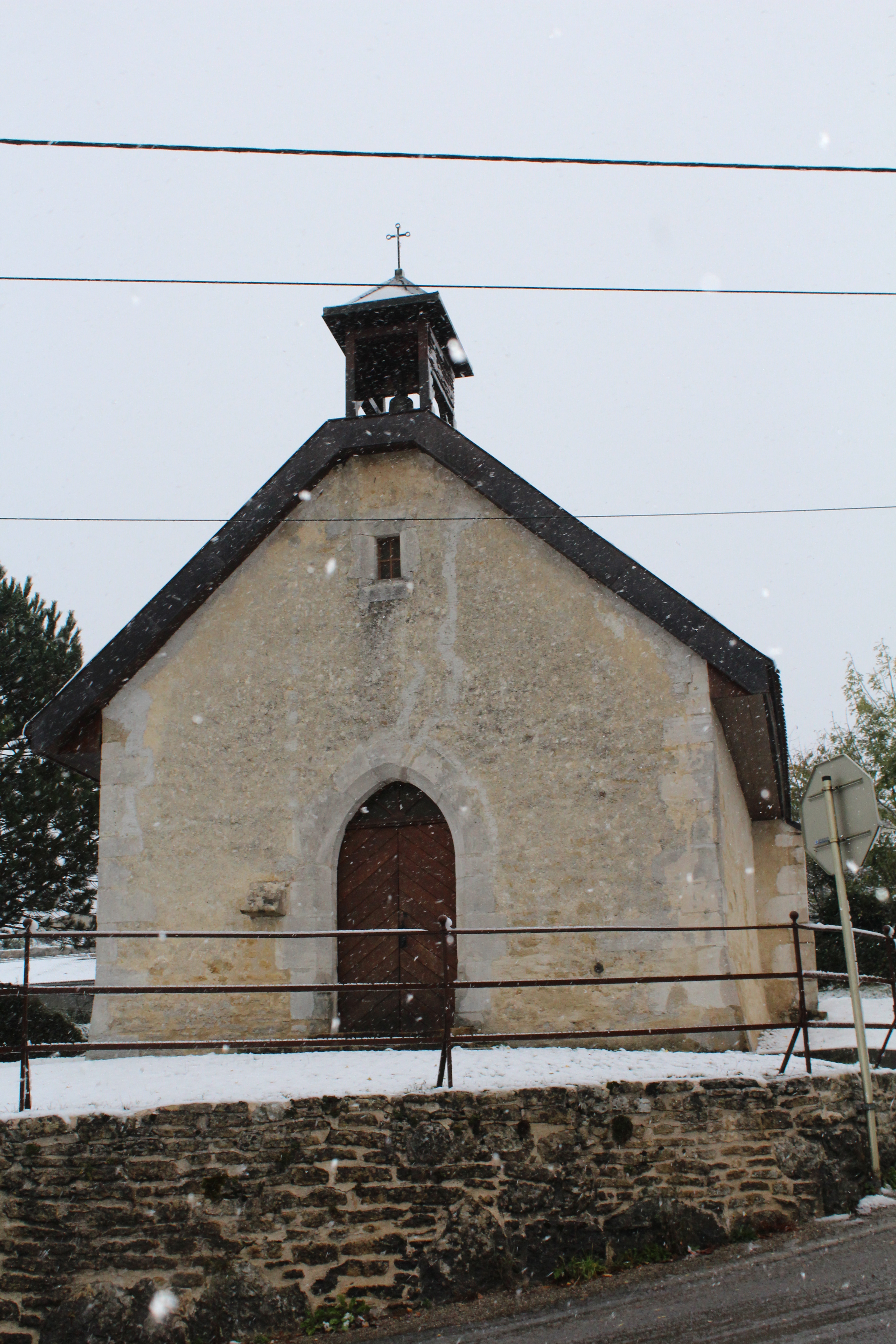
圣玛德莲小教堂
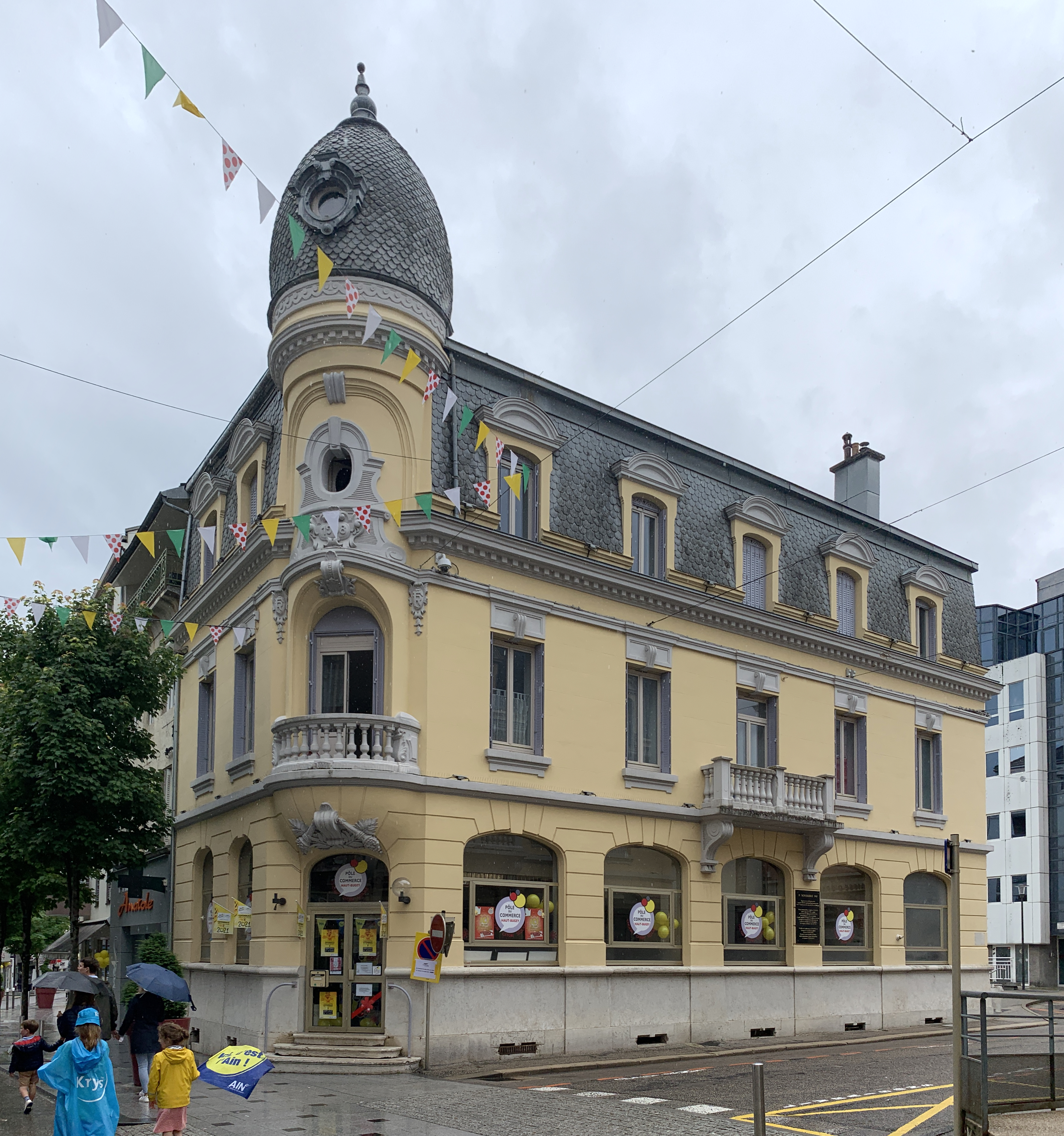
商业大楼
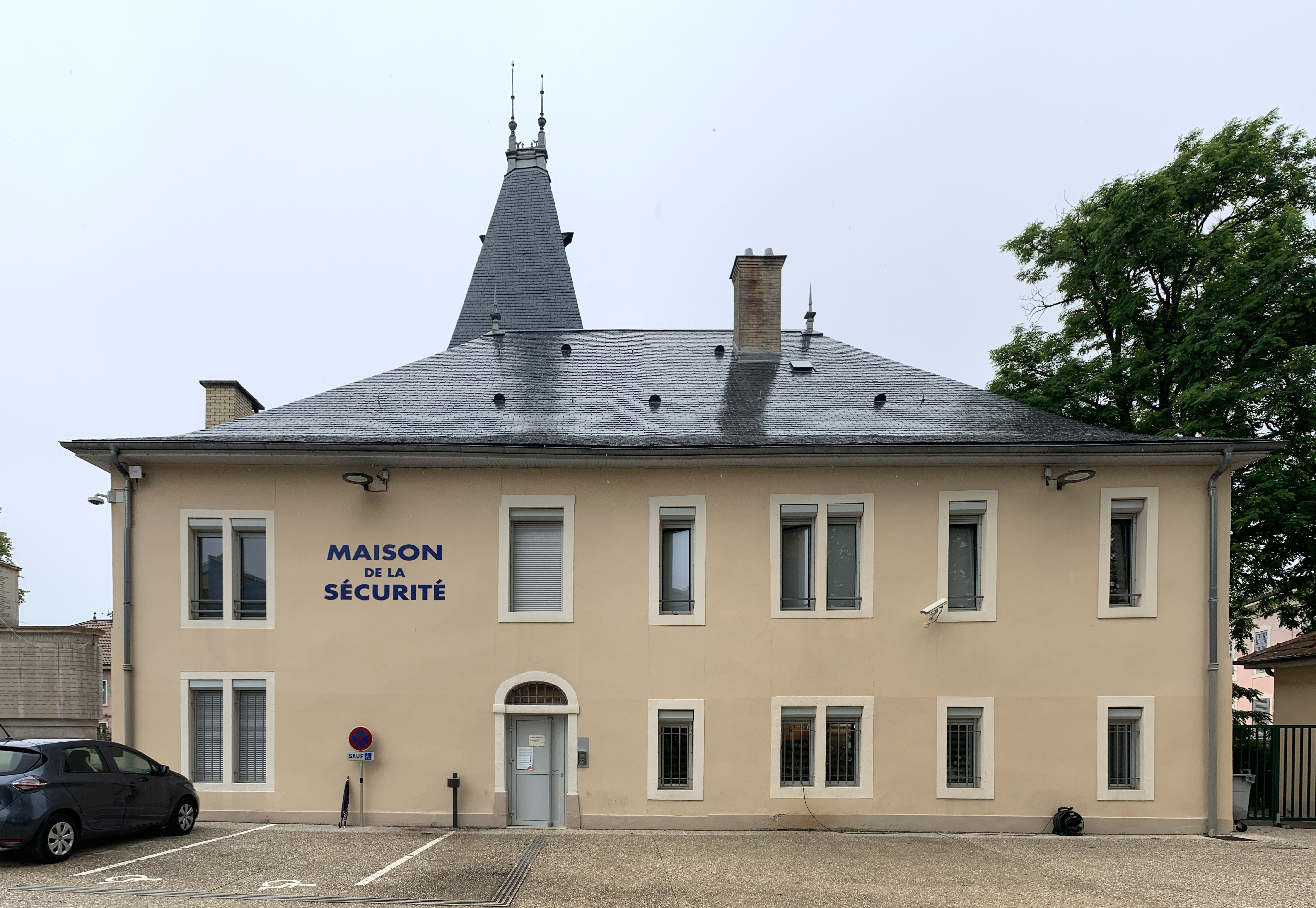
警卫局

### 旅游
奥约纳的旅游事务由其所属的公共社区负责。2021年，奥约纳境内共有4家酒店共计107间房间。

### 媒体
法国主要的媒体均可在奥约纳接收，法国电视三台下属的奥弗涅-罗讷-阿尔卑斯大区频道在部分时段播出奥约纳所属区域的地方新闻。

## 相关人物
法国革命家莱热-费利西泰·松托纳、橄榄球运动员夏尔·马通和女子皮划艇运动员安妮-利丝·巴尔代出生于奥约纳。比利时足球运动员斯蒂德·马尔布兰克童年时期曾在奥约纳度过。

## 友好城市
截至2021年12月，奥约纳共与一座城市互为友好城市关系：
- 德国 菲尔斯河畔艾斯林根